# Impunité
Pour le film documentaire, voir Impunité (film).
L'impunité désigne l'absence de sanction. L'impunité peut être de fait lorsqu'il y a une absence de droit, ce qui est le cas lorsque l'État est peu présent en raison d'un contexte politique instable. Mais elle peut également être de droit dans le cas d'amnistie, comme lorsqu'un pays sort d'une période trouble comme cela a été le cas en Afrique du Sud avec la mise en place de la Commission de la vérité et de la réconciliation à la fin de l'Apartheid .
Elle peut aussi résulter d'un non-lieu ou d'une forme de dysfonctionnement juridique (par exemple, une jurisprudence, le conflit d'intérêts, le laxisme, la corruption, l'ingérence politique ou idéologique, des intérêts financiers...).

## Référence
1. ↑  (fr) Gilberte Deboisvieux, « Impunité de fait, impunité de droit », Volcans (consulté le 11 juin 2009)